# کانن ئی‌اواس ۳۰وی

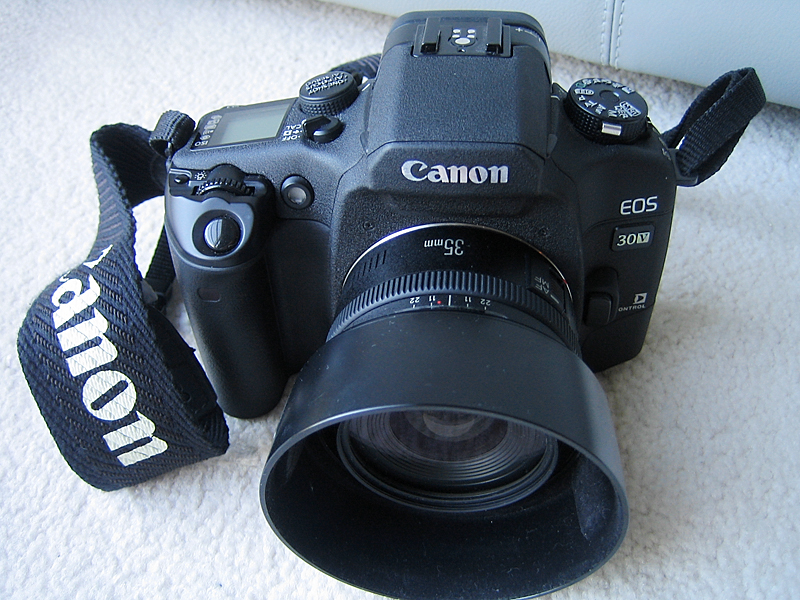
Canon EOS 30V

کانن ئی‌اواس ۳۰V (به انگلیسی: Canon EOS 30V) یک دوربین عکاسی تک‌لنزی بازتابی ساخت شرکت کانن است.